# Кикинг Хорс (Монтана)
Кикинг Хорс (енгл. Kicking Horse) насељено је место без административног статуса у америчкој савезној држави Монтана.

## Демографија
По попису из 2010. године број становника је 286, што је 206 (257,5%) становника више него 2000. године.
| Група             | 2000.      | 2010.       |
| Белци             | 37 (46,3%) | 117 (40,9%) |
| Афроамериканци    | 0 (0,0%)   | 22 (7,7%)   |
| Азијати           | 0 (0,0%)   | 3 (1,0%)    |
| Хиспаноамериканци | 1 (1,3%)   | 47 (16,4%)  |
| Укупно            | 80         | 286         |